# Dear
Singles de Mika Nakashima
Ichiban Kirei na Watashi wo
(2010) Love Is Ecstasy
(2011)
Dear est le 33e single de Mika Nakashima sorti sous le label Sony Music Associated Records le 27 avril 2011 au Japon. Il arrive 8e à l'Oricon. Il se vend à 15 162 exemplaires la première semaine et reste classé 8 semaines pour un total de 27 023 exemplaires vendus.
Dear a été utilisé comme thème musical pour le film Youkame no Semi dans lequel joue la célèbre actrice Mao Inoue. La seconde chanson est une nouvelle version de A Miracle For You qui se trouvait sur son 1er album True. Dear se trouve sur l'album Real.

## Liste des titres
| 1. | Dear                                    | 5:13 |
| 2. | A Miracle For You (2011)                | 5:18 |
| 3. | Dear (Instrumental)                     | 5:13 |
| 4. | A Miracle For You (2011) (Instrumental) | 5:16 |